# Sant Miquel de Fluvià
Sant Miquel de Fluvià är en kommun i Spanien.   Den ligger i provinsen Província de Girona och regionen Katalonien, i den östra delen av landet, 600 km öster om huvudstaden Madrid. Antalet invånare är 780. Arean är 3,5 kvadratkilometer. Sant Miquel de Fluvià gränsar till Palau de Santa Eulàlia, Torroella de Fluvià, Ventalló och Sant Mori. 
Terrängen i Sant Miquel de Fluvià är platt.